# 科納冰原島峰
82°52′S 157°39′E / 82.867°S 157.650°E
科納冰原島峰（英語：Corner Nunatak）是南極洲的冰原島峰，位於奧次地，處於尼姆羅德冰川和馬爾什冰川之間的米勒嶺東北端，由新西蘭探險隊命名，現時由南極條約體系管理。